# St. Clair (Pennsylvania)
St. Clair ist eine Kleinstadt (Borough) im Schuylkill County im Osten des US-Bundesstaats Pennsylvania. Das U.S. Census Bureau hat bei der Volkszählung 2020 eine Einwohnerzahl von 2.745 ermittelt. Der Ort wurde im Jahre 1831 erstmals besiedelt und St. Clair genannt und 1850 als selbstverwaltende Gemeinde inkorporiert.

## Geographie
Der Ort liegt in einem engen Tal inmitten des Anthrazitreviers von Ost-Pennsylvania in der Valley and Ridge-Zone der Appalachen, etwa 3,5 km nördlich von Pottsville, dem County Seat von Schuylkill County. Er wird in nord-südlicher Richtung vom Mill Creek durchflossen, der zwei km weiter südlich bei Port Carbon in die East Branch des Schuylkill River mündet.
Die Pennsylvania Route 61 verläuft von Pottsville im Süden durch St. Clair nach Norden und hat 8 km nördlich des Orts Anschluss an die Interstate 81 zwischen Harrisburg im Südwesten und Wilkes-Barre im Nordosten. In Ost-West-Richtung wird der Ort von der Quadrant Route (Landstraße) PA 1006 durchquert.
Die unmittelbare Umgebung von St. Clair ist durch eine Anzahl ganz oder teilweise ausgekohlter Tagebaugruben gekennzeichnet, die teilweise auch voll Wasser gelaufen sind.

## Geschichte
Die Besiedlung von St. Clair, benannt nach dem Vornamen des ersten dortigen Grundbesitzers, begann mit dem im zweiten Quartal des 19. Jahrhunderts dort einsetzenden und rapide expandierenden Steinkohlenbergbau, was einen raschen Zustrom von Arbeitern und einen ebenso raschen Ausbau von Bergbau- und Transportinfrastruktur bewirkte. Bereits 1829 wurde eine etwa 7 km lange Pferdebahnstrecke, die Mill Creek Mine Railroad, von Port Carbon bis zum Mine Hill Gap nordwestlich von St. Clair gebaut, auf der die mit Kohle beladenen Wagen auf hölzernen Schienen von Pferden zu den Verladedocks am Schuylkill Canal in Port Carbon gezogen wurden. 1831 wurde die erste Straße des neuen, damals acht Häuser umfassenden Orts ausgelegt. Straßenverbindungen nach Pottsville und nach Port Carbon folgten wenige Jahre später, und 1844/45 baute die Philadelphia and Reading Railroad ihre eiserne Mill Creek Zweiglinie von Port Carbon nach St. Clair und weiter nach Norden bis New Castle. Bereits im April 1850 wurde die Borough St. Clair aus der Township New Castle ausgegliedert und als eigenständige Gemeinde konstituiert. Die Einwohnerzahl war von 605 Personen im Jahre 1845 auf mehr als 2000 im Jahre 1850 angewachsen.

Der Kohlebrecher der St. Clair Colliery in St. Clair, 1946

Mit dem steigenden Bedarf und der gleichermaßen wachsenden Kohleförderung in der nahen Umgebung blühte der Ort auf. Der Census von 1860 verzeichnete bereits 4901 Einwohner, ein Zuwachs von nahezu 150 % in nur zehn Jahren, und 1870 war die Zahl auf 5726 angewachsen. Eine 1862 fertiggestellte Bahnverbindung nach Norden ermöglichte den Kohletransport aus den dortigen Gruben durch St. Clair nach Süden und Osten. Die nahezu totale Abhängigkeit von der Kohle verursachte aber auch eine lange und schwere Rezession in den 1870er Jahren (Große Depression (1873–1896)), was sich in den stark schrumpfenden Einwohnerzahlen spiegelte: 1880 waren es nur noch 4149, 1890 nur noch 3681.
Ab etwa 1880 ging es wieder aufwärts, was besonders der beachtliche Ausbau der örtlichen Eisenbahninfrastruktur zeigt. Die Pennsylvania Railroad baute eine Strecke durch den Ort, legte einen Bahnhof an und bot Personenverkehr an. Die Philadelphia and Reading Railroad erwarb 1903 ein großes Areal unmittelbar südlich des Orts und legte dort in den Jahren 1909 bis 1913 den damals größten Verlade- und Rangierbahnhof der Welt an, mit 63 Gleisen von insgesamt fast 75 km Länge und einer Kapazität von 2861 Güterwagen. Der kreisrunde Lokschuppen fasste 52 Lokomotiven. Dieser durch weiterhin wachsende Kohleproduktion beförderte Aufschwung dauerte bis zum Beginn der Weltwirtschaftskrise, und 1930 erreichte die Einwohnerzahl von St. Clair ihren Höchststand von 7296.
Danach gingen sowohl Kohleproduktion als auch Einwohnerzahl stetig zurück. Die Pennsylvania Railroad beendete ihren Personenverkehr nach St. Clair 1940, die Reading Company 1948. Mit dem verstärkten Aufkommen des Lastwagentransports in den 1950er Jahren kam das Ende der Eisenbahn in St. Clair. Die Reading Company gab ihren großen Verladebahnhof bereits Anfang der 1960er Jahre auf, und der Lokschuppen wurde 1964 stillgelegt und 1972 abgebrochen. Das Areal, auf dem inzwischen nahezu alle Gebäude abgebrochen worden waren, wurde 1972 an die Greater Pottsville Industrial Development Corporation verkauft, die dort Industrieunternehmen anzusiedeln plante. Die Umstellung von Untertagebau auf Tagebau und die damit einhergehende Mechanisierung verursachte ebenfalls den Verlust von hunderten von Arbeitsplätzen, und die Bevölkerung von St. Clair schrumpfte auf 5159 im Jahre 1960 und weiter auf 4037 im Jahre 1980.

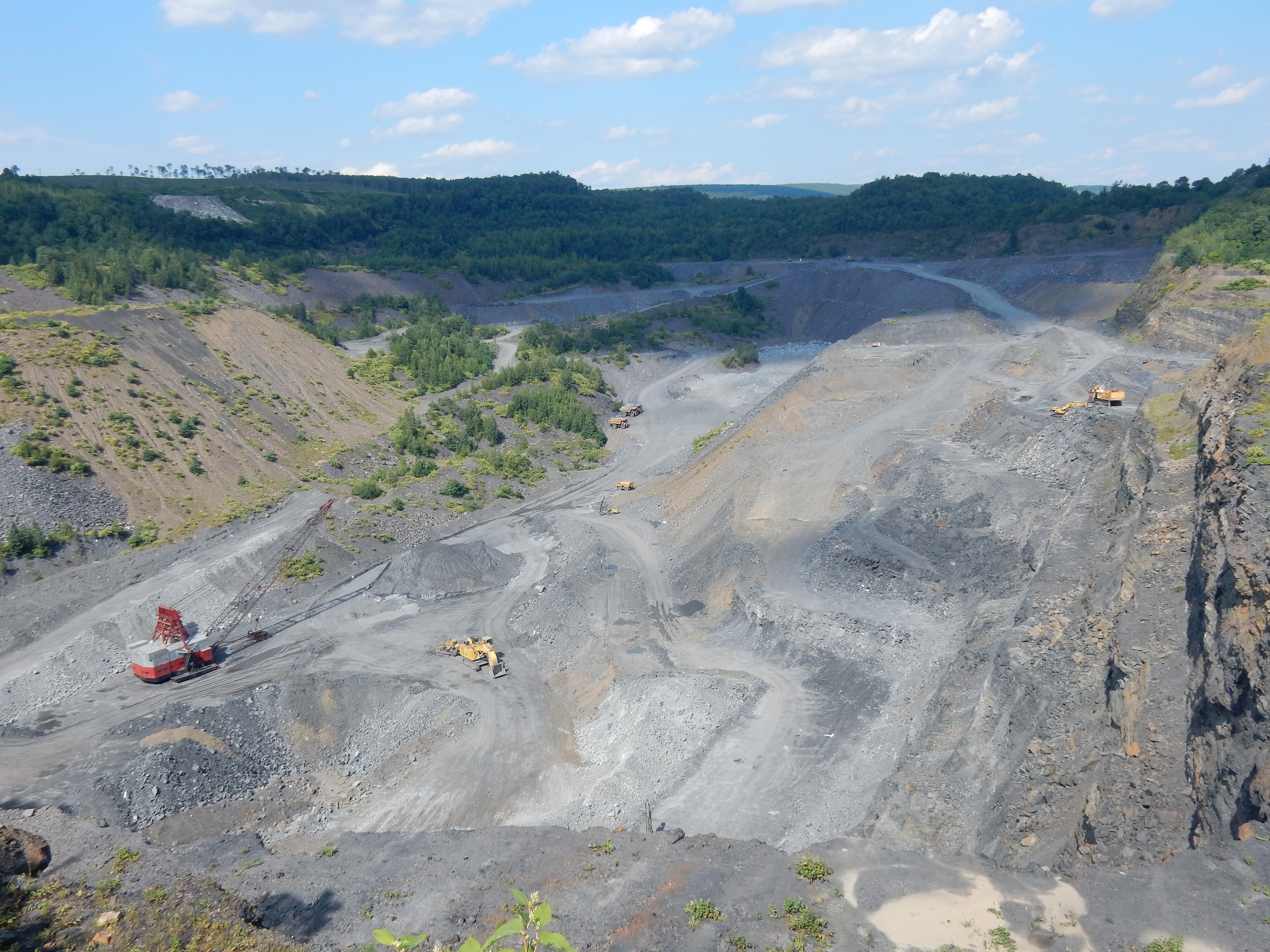
Kohletagebau Wadesville, 2015

1976 waren nur noch zwei große Tagebaugruben in Betrieb. Zehn Jahre später wurde auch die von der Reading Anthracite betriebene Pine Forest Mine aufgegeben, und seitdem ist nur noch die gewaltige Grube bei Wadesville unmittelbar westlich von St. Clair, auf dem Gebiet von New Castle Township, in Betrieb. Die Zahl der Einwohner von St. Clair ist inzwischen auf weniger als 3000 gesunken.

## Bevölkerungsentwicklung
| Jahr | Einwohner |
| ---- | --------- |
| 1850 | 2016      |
| 1860 | 4901      |
| 1870 | 5726      |
| 1880 | 4149      |
| 1890 | 3681      |
| 1900 | 4638      |

| Jahr | Einwohner |
| ---- | --------- |
| 1910 | 6455      |
| 1920 | 6495      |
| 1930 | 7296      |
| 1940 | 6809      |
| 1950 | 5856      |
| 1960 | 5159      |

| Jahr | Einwohner |
| ---- | --------- |
| 1970 | 4576      |
| 1980 | 4037      |
| 1990 | 3524      |
| 2000 | 3254      |
| 2010 | 3004      |
| 2020 | 2745      |

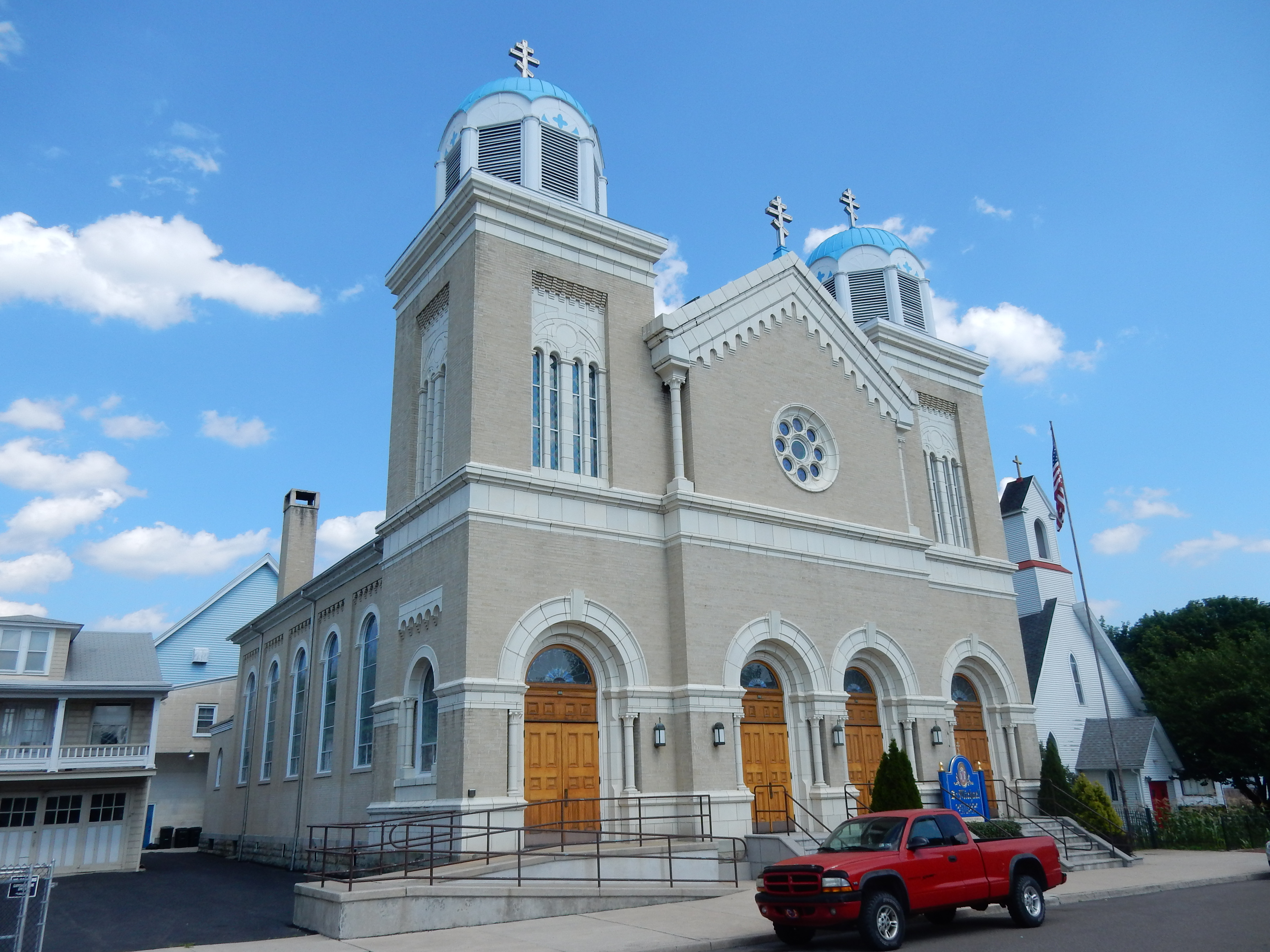
St. Michael Orthodox Church
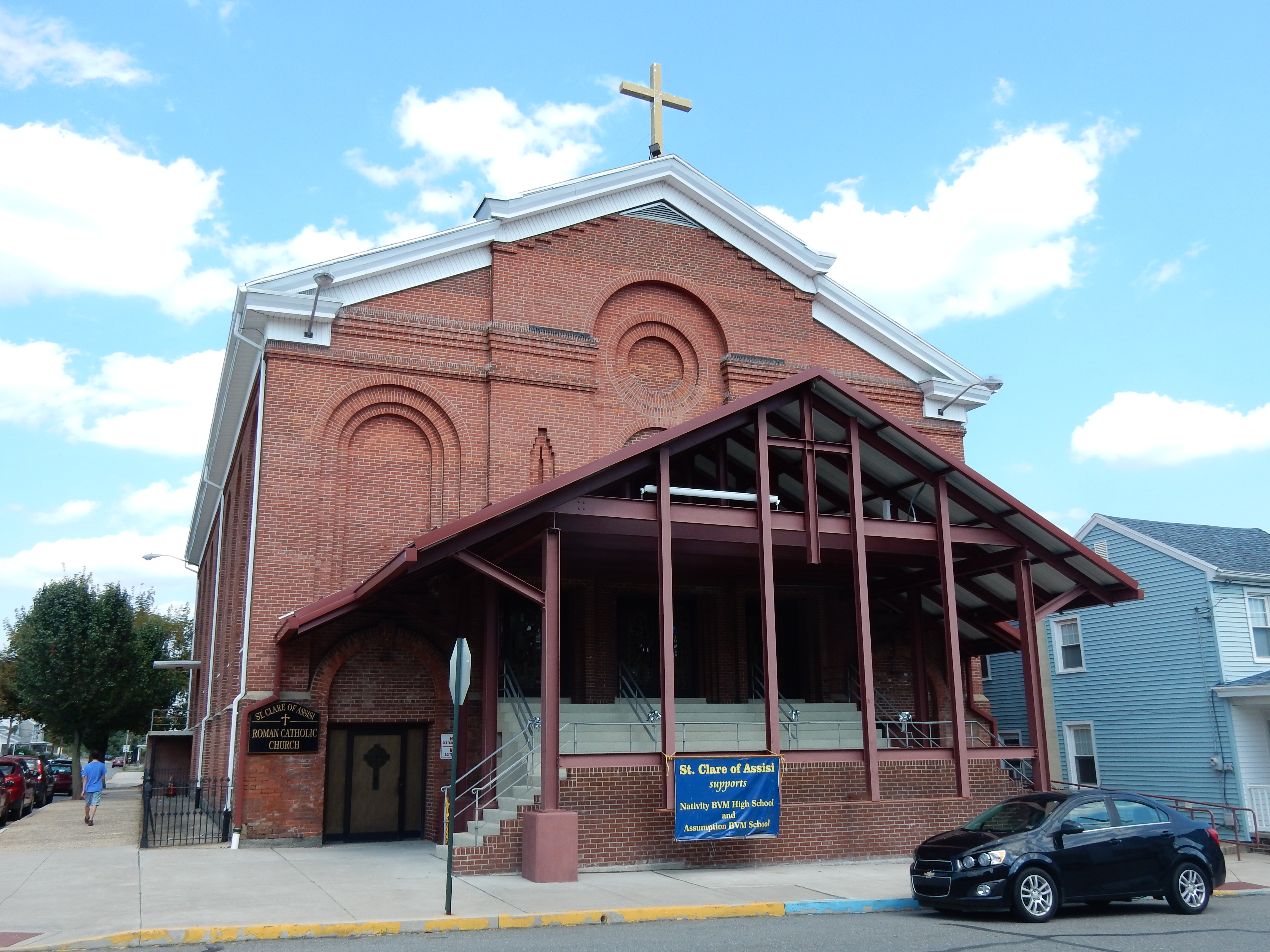
Röm-Kath. St. Clare of Assisi Church
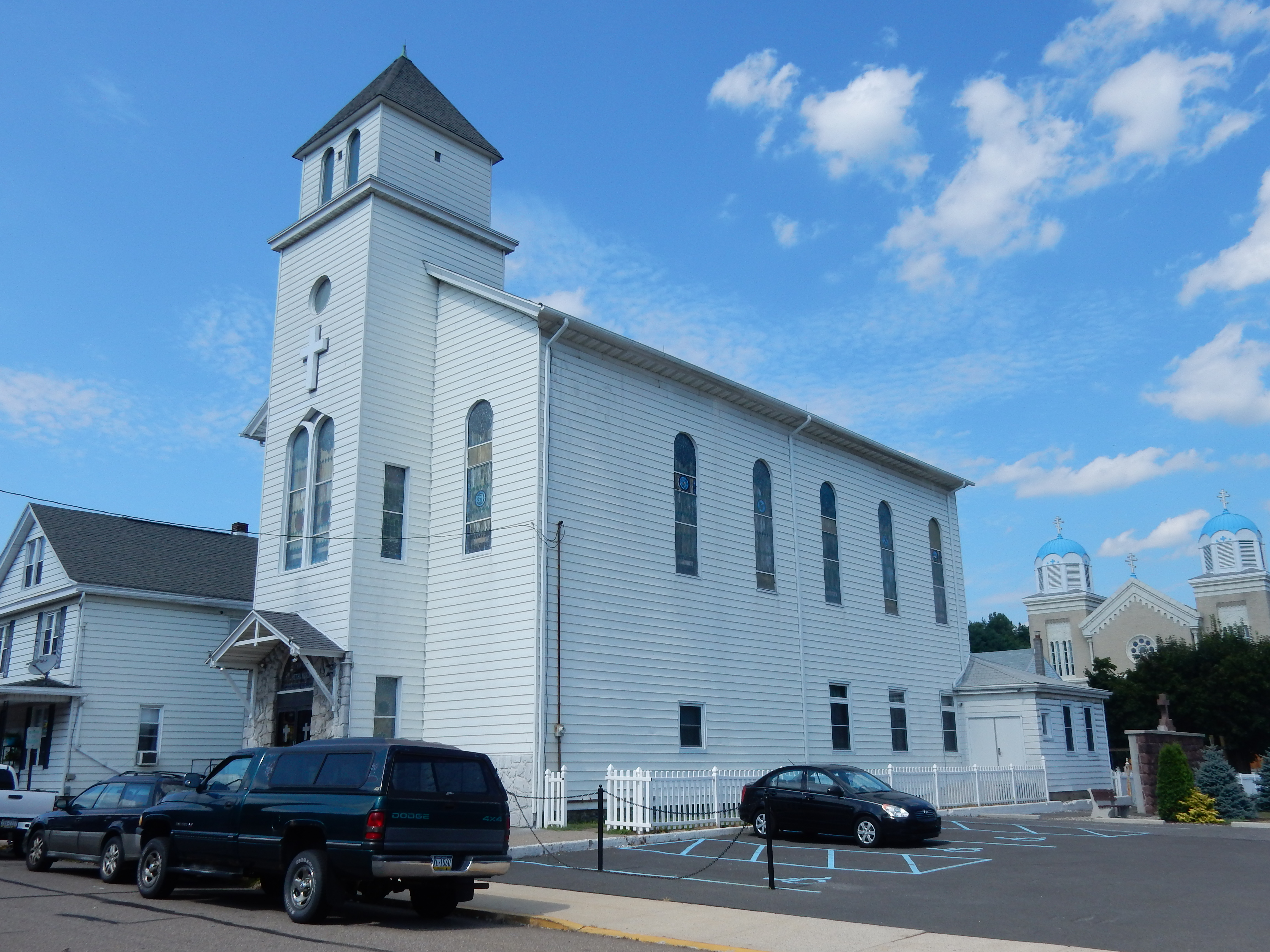
First Primitive Methodist Church
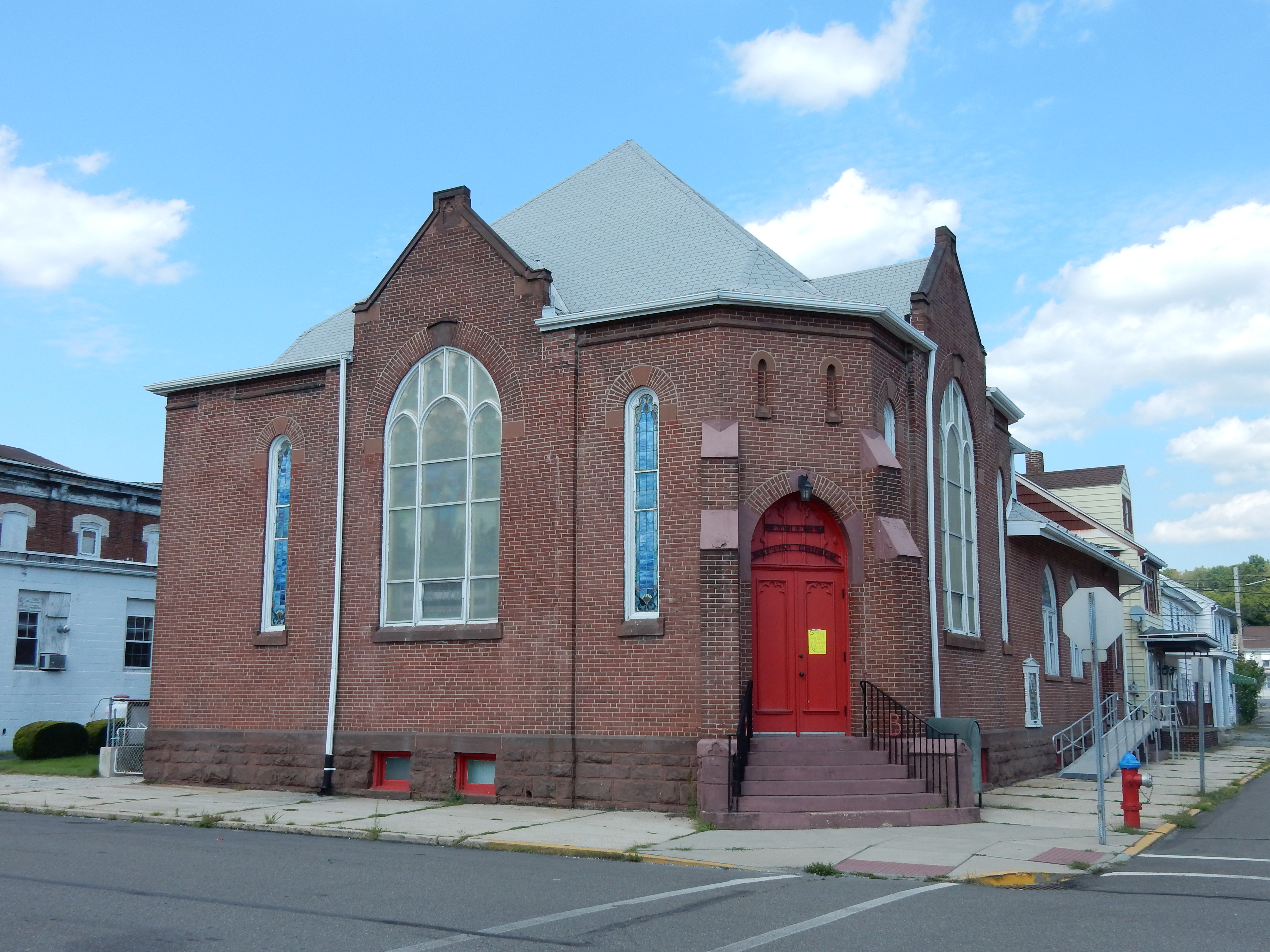
Bethlehem Baptist Church
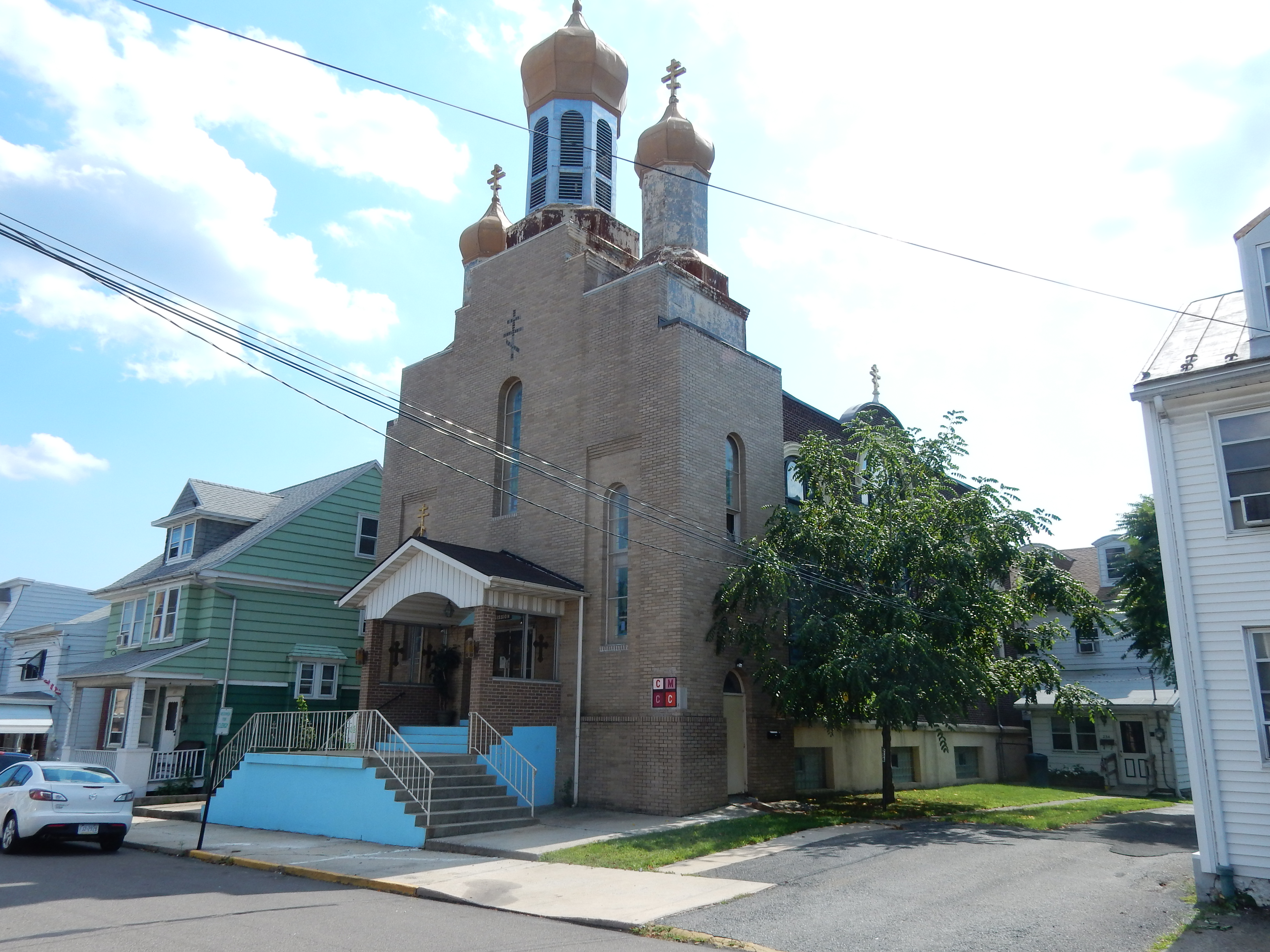
Holy Trinity Ukrainian Catholic Church

## Söhne und Töchter der Stadt
- Vincent Carter (1891–1972), US-amerikanischer Politiker, 1929–1935 Abgeordneter im US-Repräsentantenhaus
- Michael Dudick (1916–2007), Bischof der Eparchie Passaic der ruthenischen griechisch-katholischen Kirche in den USA.
- Tim Holden (* 1957), US-amerikanischer Politiker, 1993–2013 Abgeordneter im US-Repräsentantenhaus
- Sidney Rigdon (1793–1876), US-amerikanischer Geistlicher und bedeutende Persönlichkeit des frühen Mormonentums